# پلاسون
پلاسون (انگلیسی: Plasson) شرکت صنایع شیمیایی اسرائیلی است، که در سال ۱۹۶۴ تأسیس شد.